# Провиденс Парк
«Про́виденс Парк» (англ. Providence Park) — футбольный стадион, расположенный в юго-западной части города Портленд, штата Орегон, США. Домашнее поле профессионального футбольного клуба «Портленд Тимберс», выступающего в MLS, высшей футбольной лиге США и Канады.
На стадионе также проводят матчи клуб «Портленд Торнс» из женской футбольной лиги и студенческая команда по американскому футболу из университета Портленд-Стейт.

## История

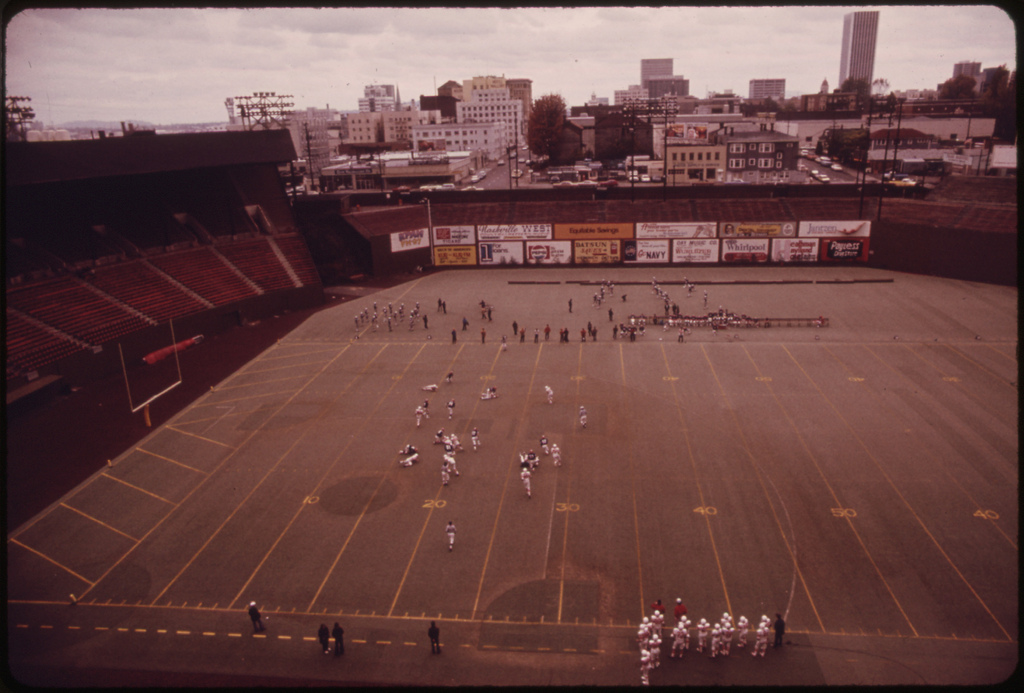
Вид на стадион в 1973 году

Стадион был построен в 1926 году спортивным клубом «Малтнома» (Multnomah) и получил название «Малтнома Стэдиум». Изначально использовался для матчей университетских команд по американскому футболу Орегонского университета и Университета штата Орегон, а также для крикета и собачьих бегов. С 1956 года по 2010 год на стадионе также выступала бейсбольная команда второго дивизиона «Портленд Биверс».
В 1966 году клуб «Малтнома» продал стадион городу Портленд и он был переименован в «Сивик Стэдиум» (Civic Stadium). В 2001 году стадион модернизировали. Были заменены сиденья, добавлены ложи VIP и установлена новая звуковая система. «Электрическая компания Портленда» (PGE) приобрела права на переименование стадиона и он был известен как «Пи-джи-и Парк» (PGE Park) с 2001 по 2010 гг.
В 2011 году стадион был реконструирован в специализированную футбольную арену и стал домашним полем клуба «Портленд Тимберс», незадолго до этого вступившего в лигу MLS. Права на переименование стадиона были выкуплены компанией «Джелд-Уэн» (Jeld-Wen), крупным производителем дверей и окон. Стадион носил название «Джелд-Уэн Филд» с 2011 по 2014 гг.
10 февраля 2014 года клуб объявил о переименовании стадиона в «Провиденс Парк», согласно партнёрству с Providence Health & Services, некоммерческой медицинской организацией.

## Важные спортивные события
28 августа 1977 года на стадионе прошёл финальный матч (Соккер Боул) Североамериканской футбольной лиги между клубами «Нью-Йорк Космос» и «Сиэтл Саундерс», ставший последним официальным футбольным матчем Пеле.
На стадионе проводились матчи чемпионатов мира по футболу среди женщин 1999 и 2003 годов.
| Дата            | Сборные             | Соревнование                               |
| --------------- | ------------------- | ------------------------------------------ |
| 7 сентября 1997 | США 1:0 Коста-Рика  | Отборочный турнир чемпионата мира 1998     |
| 9 июля 2013     | США 6:1 Белиз       | Золотой кубок КОНКАКАФ 2013, матч группы C |
| 9 июля 2013     | Коста-Рика 3:0 Куба | Золотой кубок КОНКАКАФ 2013, матч группы C |